# Philharmostes interruptus
Philharmostes interruptus är en skalbaggsart som beskrevs av Hesse 1948. Philharmostes interruptus ingår i släktet Philharmostes och familjen Hybosoridae. Inga underarter finns listade i Catalogue of Life.